# Pieris mannii
Pieris mannii är en fjärilsart som först beskrevs av Mayer 1851.  Pieris mannii ingår i släktet Pieris och familjen vitfjärilar. Inga underarter finns listade i Catalogue of Life.

## Bildgalleri

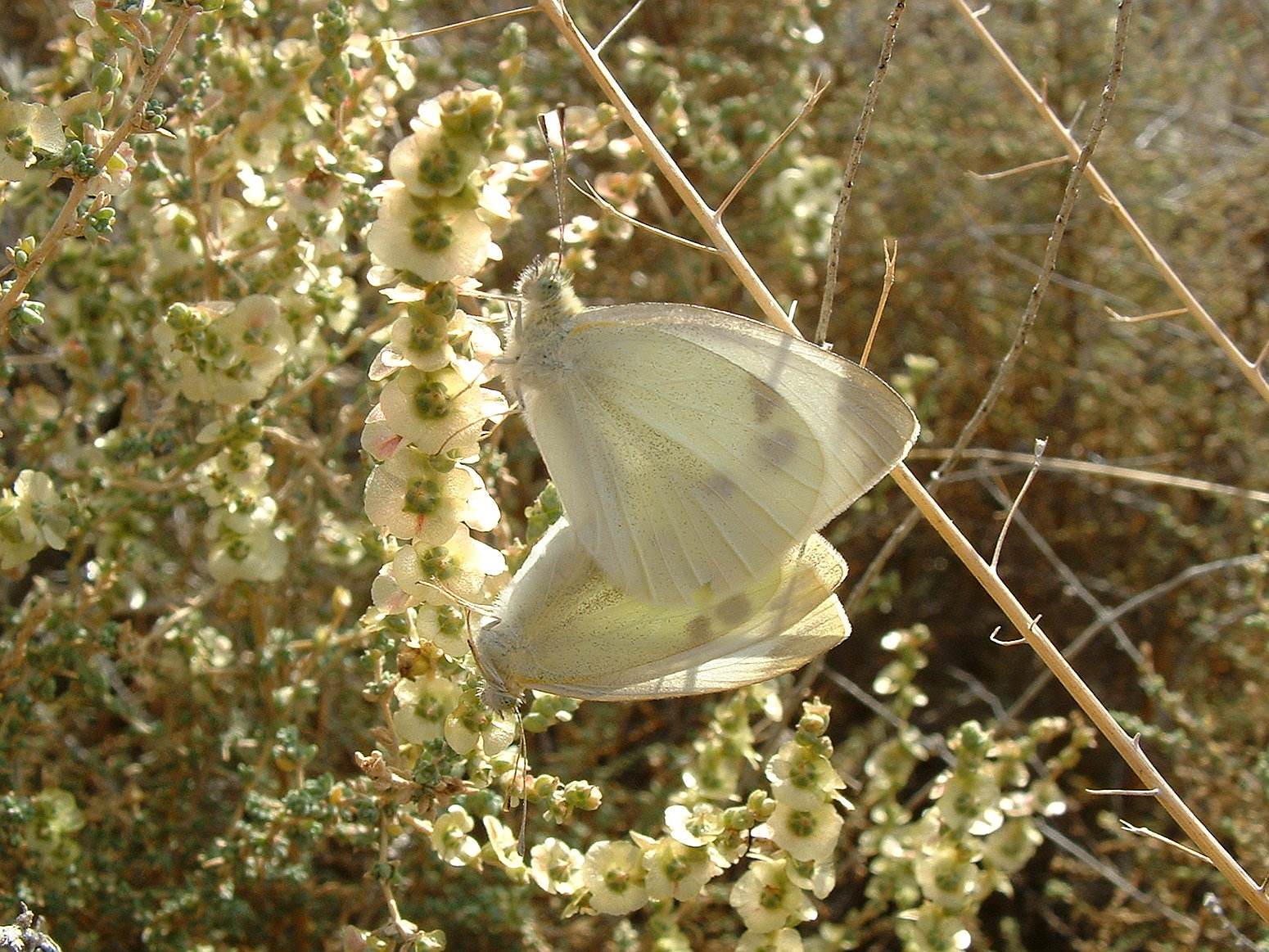
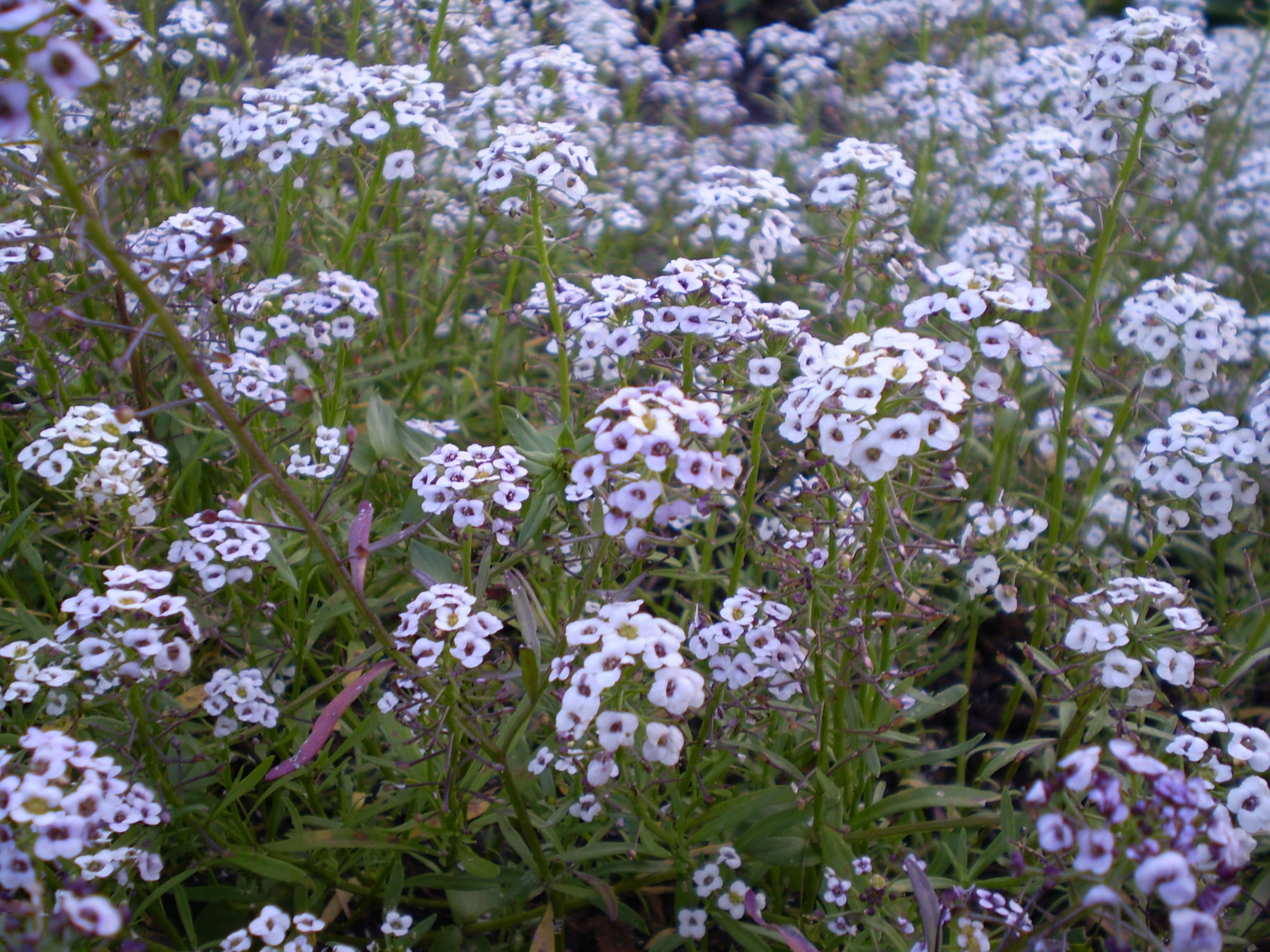
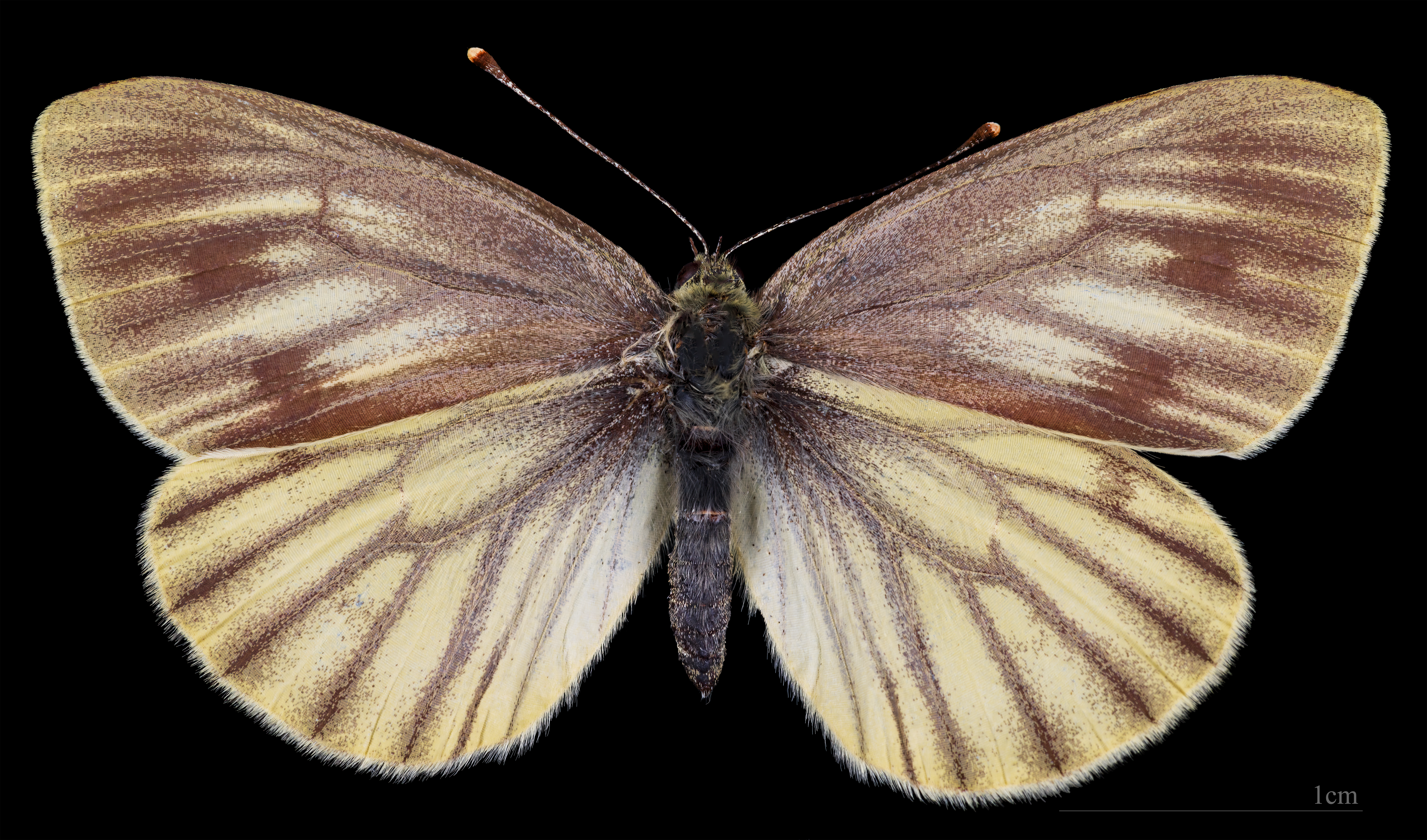